# Arroyo San Luis (Colonia)
El Arroyo San Luis es un curso de agua uruguayo que atraviesa el departamento de  Colonia perteneciente a la cuenca hidrográfica del Río de la Plata.
Nace en la Cuchilla de la Colonia y desemboca en el río San Juan tras recorrer alrededor de  16 km.